# بيل مكيلوري
بيل مكيلوري (بالإنجليزية: Bill McIlroy)‏ هو لاعب كرة قدم أسترالية أسترالي، ولد في 24 نوفمبر 1883 في Ballarat East, Victoria ‏ في أستراليا، وتوفي في 18 أغسطس 1960 في Middle Park, Victoria ‏ في أستراليا.

## وصلات خارجية
- بيل مكيلوري على موقع AustralianFootball.com (الإنجليزية)
- بيل مكيلوري على موقع AFLtables.com (الإنجليزية)